# Wilhelm König
Wilhelm König fue un arqueólogo y pintor austríaco. 
Pintor de profesión, en 1931 König fue elegido asistente del líder alemán de la Administración de Antigüedades de Bagdad bajo el título de "Direktor". En la excavación de un asentamiento parto en la actual Khujut Rabu (cerca de Bagdad), descubrió la supuesta Batería de Bagdad. En febrero de 1939, regresó a Viena, debido a una intoxicación sanguínea, donde publicó un libro Im verlorenen Paradies. Neun Jahre Irak.
Actualmente, los vaciados de yeso de los objetos del museo de Irak, que se exhiben en el "Museo Vorderasiatisches" de Berlín, fueron realizados por König.
En marzo de 2012, la profesora de la Universidad de Stony Brook Elizabeth Stone, experta en arqueología iraquí, regresó de una de las primeras expediciones arqueológicas en Irak desde hace 20 años y afirmó que no conoce a un solo arqueólogo que creía que la Batería de Bagdad se trataba de una "batería de verdad".

## Obras
- Neun Jahre Irak Brünn, Münster, Viena (1940).
- Ein galvanisches Element aus der Partherzeit?, en: Forschungen und Fortschritte (1936), Band 14, pp. 8–9.
- Im verlorenen Paradies. Neun Jahre Irak Rohrer, Baden bei Wien u. a. 1940 (Buchbesprechung von Käte Fück: König: Im verlorenen Paradies. Neun Jahre Irak. In: Zeitschrift der Deutschen Morgenländischen Gesellschaft. Band 95 [Neue Folge Band 20], N.º 3/4, 1941, p. 441 f. Digitalisat